# Pia (Pirenéus Orientais)
Pia (em catalão:  Pià) é uma comuna francesa na região administrativa da Occitânia, no departamento dos Pirenéus Orientais. Estende-se por uma área de 13.18 km², com 9.228 habitantes, segundo o censo de 2018, com uma densidade de 700 hab/km².